# Fausto Robustelli
Fausto Robustelli (Lurate Caccivio, 25 settembre 1930 – 4 gennaio 2008) è stato un calciatore svizzero, di ruolo difensore.

## Carriera

### Club
Ha sempre giocato nel campionato svizzero.

### Nazionale
Ha collezionato 3 presenze con la propria Nazionale.